# (36118) 1999 RE135
1999 RE135 (asteroide 36118) é um asteroide da cintura principal. Possui uma excentricidade de 0.03454930 e uma inclinação de 4.79702º.
Este asteroide foi descoberto no dia 9 de setembro de 1999 por LINEAR em Socorro.